# Platostoma fimbriatum
Platostoma fimbriatum là một loài thực vật có hoa trong họ Hoa môi. Loài này được A.J.Paton miêu tả khoa học đầu tiên năm 1997.
Loài này là bản địa đông bắc Thái Lan.